# Walcher von Molthein

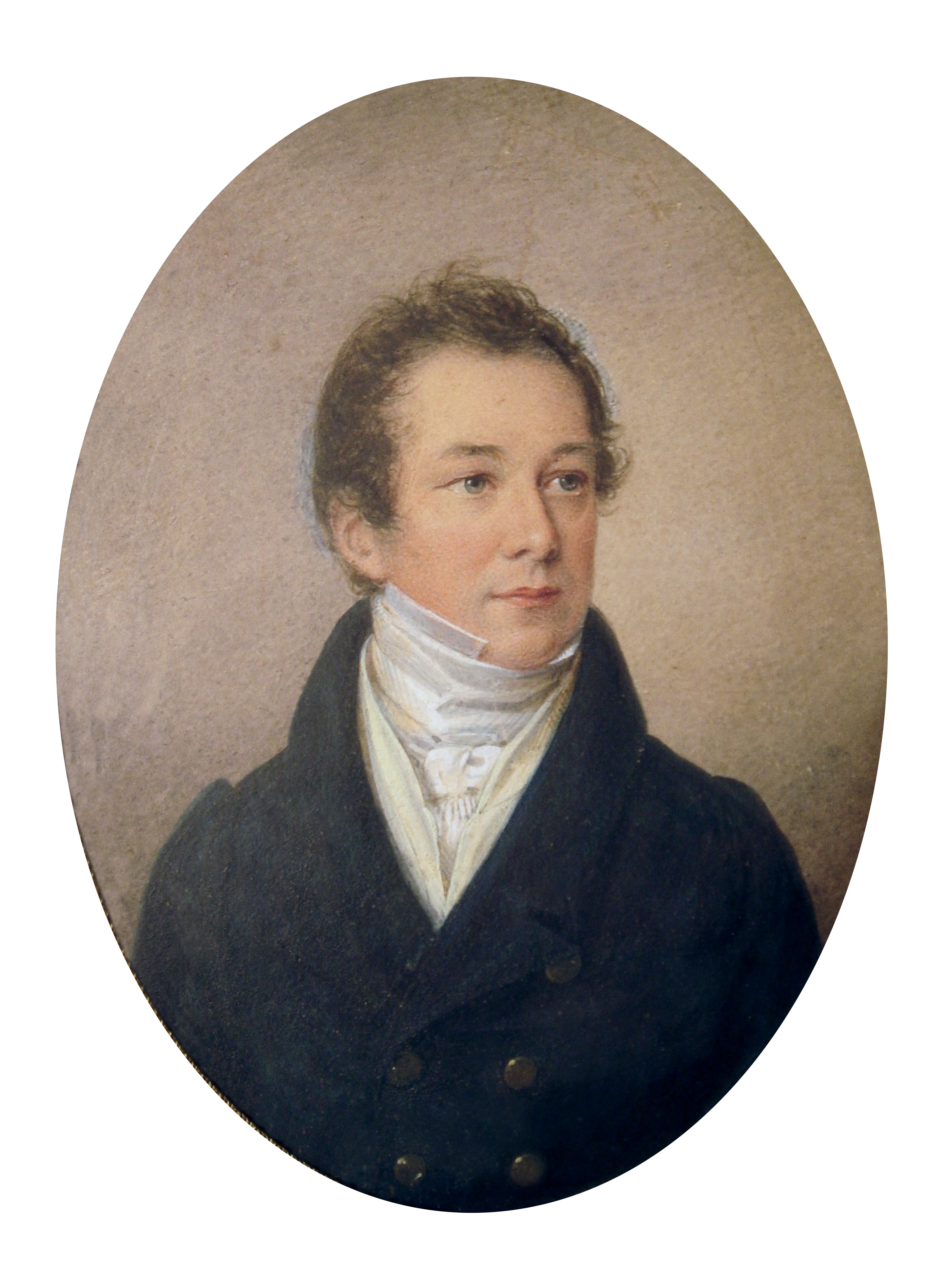
Johann Georg Walcher von Molthein

Walcher von Molthein (také Walcherové z Moltheinu) byl starý rakouský rod, roku 1854 povýšený do šlechtického stavu, od roku 1873 mezi rakouské rytíře.

## Historie
Walcherové z Moltheinu pocházeli z rodu tyrolských podnikatelů s mědí. Jako první se uvádí Walcher z Absamu, který pocházel z Graubündenu a vlastnil slévárnu mědi v Braitwegu poblíž Absamu. Jeho potomci působili v Týně nad Vltavou, později se usadili ve Vídni. Do šlechtického stavu byl roku 1854 povýšen bankéř Johann Georg Walcher. Jeho syn Leopold byl známý rakouský diplomat a za své zásluhy byl roku 1873 povýšen do stavu rytířů. Leopoldovi synové, bratři Humbert a Alfred Moltheinové působili také v českých zemích a jsou významní pro dějiny české kultury.
V letech 1917-1964 rodina Alfréda Walchera von Molthein vlastnila hornorakouský zámek Feldegg.

## Osobnosti
- Peter Georg (III.) Walcher (1743-1792), obchodník a c.k. poštmistr
- Johann Georg Walcher (1785–1854), hlavní účetní Rakouské národní banky, roku 1854 povýšen do šlechtického stavu s titulem von Molthein
- Leopold Walcher von Molthein (1824-1911), diplomat, roku 1873 povýšen na rytíře
- Humbert Walcher von Molthein (1865-1926), architekt období historismu, oblíbený rakouský projektant rekonstrukce hradů a zámků, upravil například zámky v Častolovicích a v Jindřichově Hradci. K jeho nejvýraznějším rekonstrukcím patří pitoreskní hrad Kreuzenstein a dolnoslezský zámek Książ, na němž také v roce 1926 zemřel.
- Alfred Walcher von Molthein (1867-1928), rakouský historik umění a sběratel umění (především drobné plastiky, keramiky a cínu); věnoval se dějinám uměleckých řemesel, redigoval vídeňský časopis Kunst und Kunsthandwerk[1] a publikoval v něm své badatelské příspěvky. Udržoval kontakty s kolegy z českých, moravských a slezských uměleckoprůmyslových muzeí, přátelil se s Edmundem Wilhelmem Braunem.

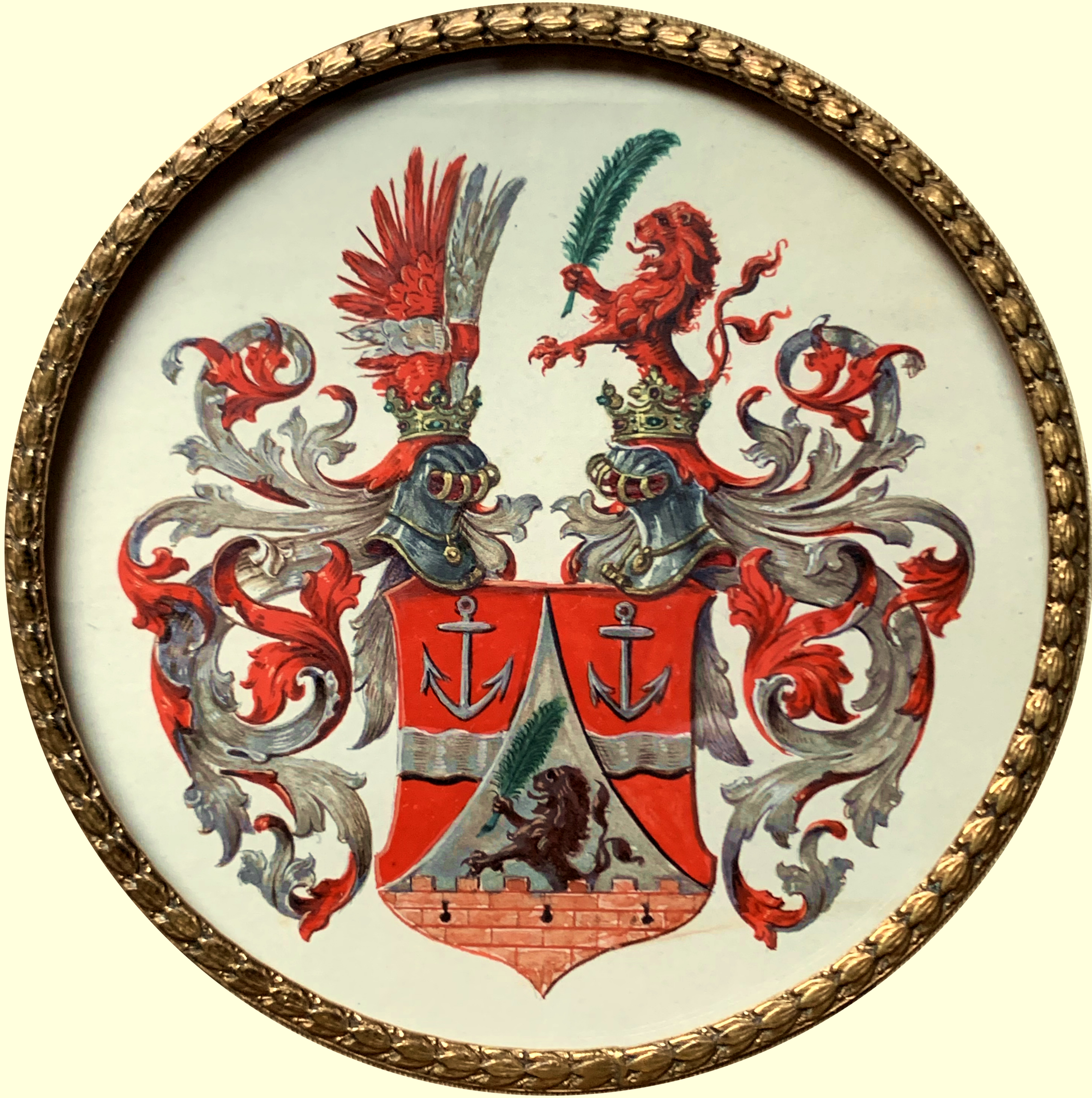
Erb z roku 1873

## Erb
V červeném štítu má stříbrný klín, v něm z hradby s cimbuřím zobrazen rostoucí heraldicky vpravo obrácený červený dvouocasý lev s palmovou ratolestí v pravé tlapě, v horní polovině štítu dvě plovoucí železné kotvy.